# Ready to Rumble
Pour plus de détails, voir Fiche technique et Distribution.
Ready to Rumble, ou Ça va brasser! au Québec, est un film américain réalisé par Brian Robbins, avec David Arquette et Scott Caan. Il est sorti en 2000.

## Synopsis
Gordie Boggs et Sean Dawkins, des égoutiers stupides, regardent leur lutteur préféré, le champion du monde des poids lourds de la WCW Jimmy King, arraché au titre par Diamond Dallas Page (DDP), un promoteur maléfique de la WCW nommé Titus Sinclair, et les partenaires de DDP. Après le match, le duo exprime sa rage en conduisant dans leur camion septique, entraînant un accident de voiture avec Gordie et Sean survivants.
Après cet événement, Gordie pense que l'accident de voiture était censé se produire et qu'ils devraient faire de Jimmy King à nouveau le champion du monde des poids lourds de la WCW. Gordie demande à un ami de savoir où habite King, et ils se rendent dans un quartier inattendu où ils trouvent l'ex-femme de King et ses parents. Les parents de King disent à Gordie et Sean que King a emprunté leur maison mobile et ne l'a jamais rendu. Le duo trouve King et devient surexcité. Ils ont une conversation et lorsque King dit qu'il a abandonné la lutte, Gordie et Sean le mettent en colère au point qu'il les attaque soudainement. Cette attaque contre les hommes provoque un changement d'avis pour King où sa passion pour la lutte revient.
Le trio part en voyage pour le prochain enregistrement WCW Monday Nitro à New York. Gordie envoie des lettres à son père, un policier qui voulait que Gordie suive ses traces. Gordie écrit qu'il ne le rejoindra pas dans la police, ce qui le rend frustré. Gordie, King et Sean arrivent à l'enregistrement Nitro où ils cachent King dans un petit pot et ils rencontrent l'une des Nitro Girls, Sasha. Lorsque DDP se moque de King devant la caméra, King sort du port-a-pot et l'attaque. Sinclair déclare ensuite un match Steel Cage pour le championnat du monde des poids lourds de la WCW plus un prix en espèces d'un million de dollars, avec la stipulation supplémentaire que si King perd, il ne luttera plus jamais.
Sasha est impressionnée par Gordie, et ils se rendent plus tard dans son appartement pour dîner. Lorsque Sasha tente d'avoir des relations sexuelles avec Gordie, il réagit comme s'il s'agissait d'un match de lutte et la repousse. King a grand besoin d'un entraîneur pour le match, alors lui, Gordie et Sean se rendent à la résidence du lutteur à la retraite Sal Bandini, où il accepte de devenir l'entraîneur de King. Le trio se dirige ensuite vers un gymnase local, où King rencontre son ancien partenaire, Bill Goldberg. King demande à Goldberg d'aider dans le match à venir, mais il refuse, disant que King n'a aucune chance de gagner. Puis cette nuit-là, Sid Vicious et Perry Saturn attaquent Sal, l'hospitalisant. À l'hôpital, Gordie surprend Sasha dans une cabine téléphonique, où il apprend que Sasha travaillait sous les ordres de Sinclair tout le temps, réalisant donc que sa relation avec elle était une imposture totale; Gordie rompt avec elle en conséquence.
Alors que le trio retourne dans la ville natale de Gordie et Sean dans le Wyoming pour continuer à s'entraîner, le père de Gordie intervient et l'oblige à abandonner ses aspirations de lutte et à rejoindre la police. Sean et King tentent de convaincre Gordie de ne plus devenir policier, mais il refuse. Il organise cependant une grande fête pour King qui lui souhaite bonne chance dans le match Steel Cage.
Le soir du match, King est une fois de plus dépassé en nombre par les hommes de main de DDP, mais il reçoit soudainement l'aide de Goldberg, Booker T, Billy Kidman, Disco Inferno, Sting et Gordie, qui entrent sur une moto de police et lancent son nouveau gadget en tant que " La loi." King remporte finalement le match en faisant tomber le DDP du haut de la cage au sol du ring. Alors que King remporte la victoire et redevient champion du monde des poids lourds de la WCW, Sinclair se fait battre par Sean et Gordie (ainsi que par les fans). Goldberg demande plus tard à King de faire équipe avec lui, mais annonce que son nouveau partenaire sera Gordie et que leur manager sera Sean.
Un épilogue montre Sean disant à des enfants de la région que "les rêves peuvent devenir réalité" dans un dépanneur, où Gordie et Goldberg enseignent au commis du magasin une leçon d'être méchant avec les enfants en le jetant dans la rue. Tout se termine heureusement alors que les héros partent dans une limousine allongée Hummer, avec Sal, maintenant complètement récupéré dans un bain à remous avec de belles femmes.

## Fiche technique
Sauf indication contraire, les informations mentionnées dans cette section peuvent être confirmées par la base de données cinématographiques IMDb,  présente dans la section « Liens externes ».
- Titre original : Ready to Rumble
- Titre français : Ready to Rumble
- Titre québécois : Ça va brasser!
- Réalisateur : Brian Robbins
- Scénario : Steven Brill
- Production : Steven Reuther, Michael Tollin, Herb Gains, John Gatins
- Société de production : Outlaw Productions
- Montage : Ned Bastille
- Décors : Carla Curry
- Costumes: Carole Ramsey
- Pays d'origine : États-Unis
- Langue : anglais
- Format : Couleurs - 2,35:1 - DTS / Dolby Digital / SDDS - 35 mm
- Genre : Comédie
- Durée : 107 minutes
- Date de sortie : 2000

## Distribution
Légende : V. Q. = Version québécoise
- David Arquette (V. Q. : Sébastien Dhavernas) : Gordie Boggs
- Oliver Platt (V. Q. : Manuel Tadros) : Jimmy King
- Scott Caan (V. Q. : Benoît Gouin) : Sean Dawkins
- Bill Goldberg (V. Q. : Yves Corbeil) : lui-même
- Rose McGowan (V. Q. : Aline Pinsonneault) : Sasha
- Dallas Page (V. Q. : Pierre Chagnon) : lui-même
- Richard Lineback (V. Q. : Denis Mercier) : M. Boggs
- Chris Owen (V. Q. : Hugolin Chevrette) : Isaac
- Joe Pantoliano (V. Q. : Alain Zouvi) : Titus Sinclair
- Martin Landau (V. Q. : Yves Massicotte) : Sal Bandini
- Caroline Rhea (V. Q. : Johanne Léveillé) : Eugenia King
- Tait Smith : Frankie King
- Ellen Albertini Dow (V. Q. : Béatrice Picard) : Mme MacKenzie
- Kathleen Freeman (V. Q. : Louise Rémy) : Jane King
- Lewis Arquette (V. Q. : Claude Préfontaine) : Fred King
- Jill Ritchie (V. Q. : Christine Bellier) : Brittany
- Melanie Paxson (V. Q. : Sophie Léger) : Wendy
- John Cena : Un homme s’entraînant sur un appareil de musculation (non-crédité)

## Anecdotes
De nombreux catcheurs de la World Championship Wrestling ont participé au film tel que:
- Diamond Dallas Page
- Goldberg
- Sting
- Bam Bam Bigelow
- Randy Savage
- Booker T
- Sid Vicious
- Juventud Guerrera
- Curt Hennig
- Disco Inferno
- Billy Kidman
- Konnan
- Chris Kanyon doublure de Oliver Platt
- Perry Saturn
- Prince Iaukea (en)
- Van Hammer (en)
- Gorgeous George (en)
- « Sugar » Shane Helms doublure de David Arquette

Mais aussi des Annonceurs: 
- Michael Buffer
- « Mean » Gene Okerlund
- Tony Schiavone (en), Mike Tenay